# Players' League

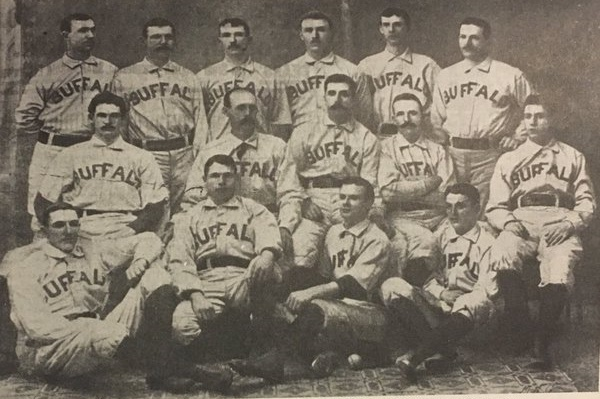
image liée à l'article La Players' League en Vu de contester contre les blocages des salaires en Ligues majeures, créée par le syndicat des joueurs en 1890

La Players' League est une ligue professionnelle de baseball créée par le syndicat des joueurs en 1890 afin de protester contre le blocage des salaires en Ligues majeures et l'existence de la clause de réserve, liant clubs et joueurs à vie. L'expérience dure une seule saison et sacre les Reds de Boston.

## Histoire
La Players' League est fondée le 14 juillet 1889 à Cleveland. Des franchises sont créées dans les principales villes du Nord-Est : New York, Brooklyn, Boston, Chicago, Philadelphie, Pittsburgh, Cleveland et Buffalo. Les projets de franchises à Washington et Indianapolis sont abandonnés. 80 % des joueurs de la Ligue nationale et 30 joueurs de l'American Association rejoignent la Players' League durant l'hiver 1889-90. L'un des très rares joueurs vedettes restant fidèle à la Ligue nationale est Cap Anson qui possède alors des actions des Red Sox de Boston. En danger de mort, la Ligue nationale réplique par Albert Spalding qui rachète à prix d'or quelques joueurs vedettes et lance une campagne médiatique de dénigrement.
La saison est une catastrophe économique pour les trois ligues majeures. Les chiffres sont tellement mauvais, que l'American Association ne publie pas de données concernant les affluences. À la Ligue nationale, on gonfle un peu les chiffres pour faire bonne figure, mais avec 411 spectateurs de moyenne à Pittsburgh et 919 à New York, les franchises enregistrent un déficit cumulé allant de 230 000 à 500 000 $ selon les estimations. Les moyennes de spectateurs sont très légèrement supérieures en Players' League (980 887 contre 813 678), mais les pertes financières sont importantes : 125 000 $ au niveau du budget de fonctionnement et 340 000 $ d'investissement dans les stades. De tels résultats poussent propriétaires et joueurs à s'entendre. Un accord est trouvé en janvier 1891 et la Players' League est dissoute.

## Classement (1890)
| Franchise                  | Victoires | Défaites | %     | GB   |
| Reds de Boston             | 81        | 48       | 0,628 | —    |
| Ward's Wonders de Brooklyn | 76        | 56       | 0,576 | 6,5  |
| Giants de New York         | 74        | 57       | 0,565 | 8,0  |
| Pirates de Chicago         | 75        | 62       | 0,547 | 10,0 |
| Athletics de Philadelphie  | 68        | 63       | 0,519 | 14,0 |
| Burghers de Pittsburgh     | 60        | 68       | 0,469 | 20,5 |
| Infants de Cleveland       | 55        | 75       | 0,423 | 26,5 |
| Bisons de Buffalo          | 36        | 96       | 0,273 | 46,5 |